# Nautica

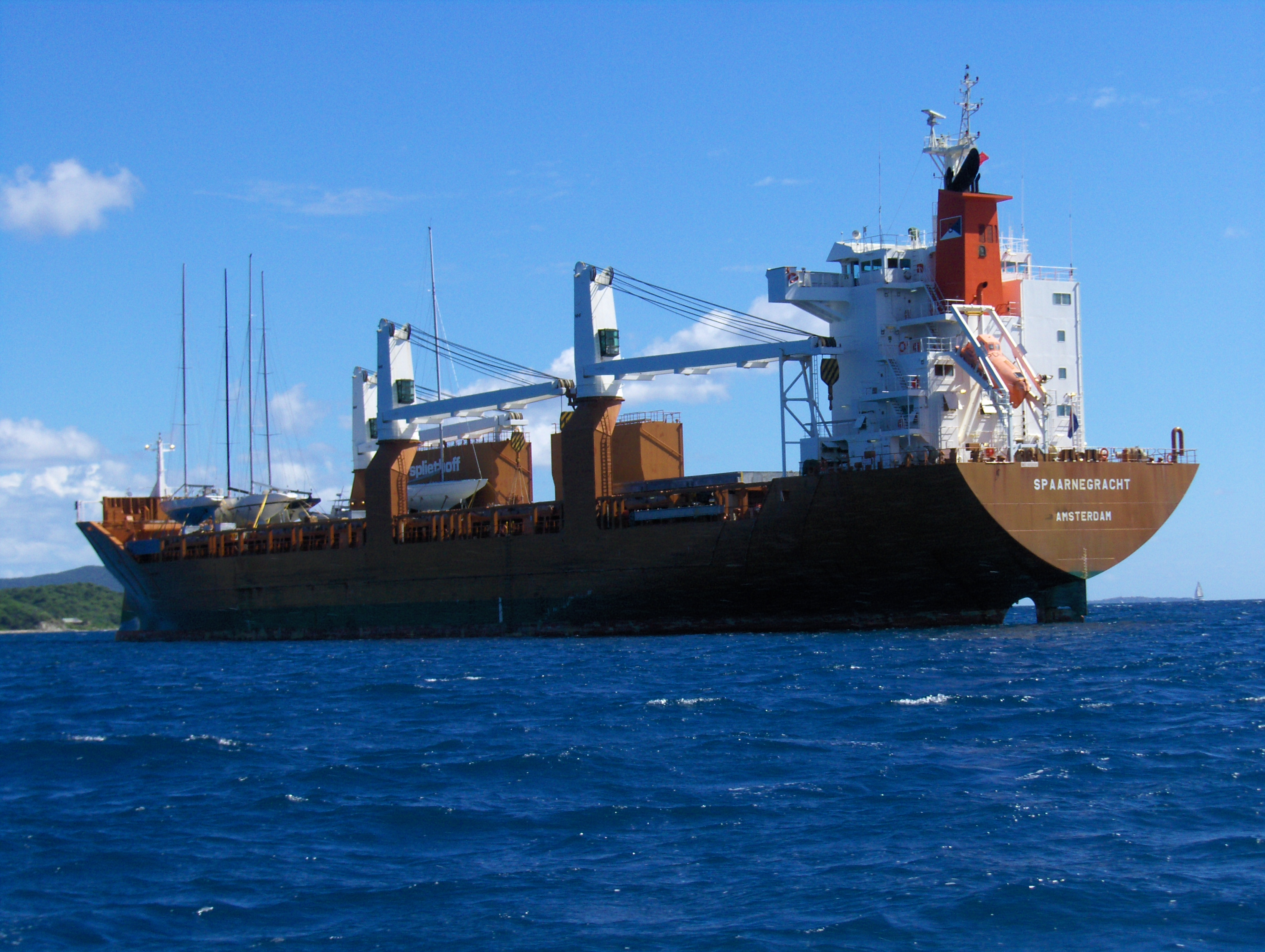
Una nave mercantile olandese

La nautica è l'insieme delle conoscenze, delle tecniche e dei mezzi relativi al trasporto sull'acqua, per qualsiasi scopo esso sia perseguito.

## Gli elementi
La teoria e l'arte della nautica comportano la conoscenza e l'uso di una grande varietà di elementi:

### Costruzione
- Imbarcazioni a vela
- Imbarcazioni a motore
- strutture (porti, cantieri, circoli nautici, fari ecc.)

### Attrezzatura
- Carena
- Motore
- Piano velico
- Attrezzatura di coperta

### Navigazione
- Navigazione costiera, d'altura, satellitare, stimata, astronomica
- Pilotaggio
- Ortodromia
- Lossodromia
- Circolo massimo
- Spezzata
- Traccia composita speculare
- Carteggio
- Manovra
- Sicurezza

### Normativa nautica
- Legislazione nautica
- Autorità marittime
- Regolamento di sicurezza
- Codice della navigazione
- Regolamento per prevenire gli abbordi in mare

### Titoli professionali marittimi
- Sezione coperta
  - capitano superiore di lungo corso --> corrispondenza : Titolo Accademico Superiore
  - capitano di lungo corso --> corrispondenza : Laurea Magistrale
  - aspirante capitano di lungo corso --> corrispondenza : livello intermedio del percorso formativo per il raggiungimento della Laurea Magistrale
  - allievo capitano di lungo corso --> corrispondenza : Laurea breve triennale
- Sezione macchina
  - capitano superiore di macchina
  - capitano di macchina
  - aspirante capitano di macchina
  - allievo capitano di macchina.

### Altri gradi, qualifiche e posizioni a bordo
- comandante superiore --> corrispondente a Dirigente Superiore
- comandante --> corrispondente a Dirigente
- comandante in seconda --> corridpondente a funzionario quadro
- primo ufficiale --> corrispondente a funzionario di prima
- pilota --> figura appartenente al personale non marittimo, giunge a bordo quale consulente del comandante, rispetto al quale soggiace per legge.

Nel corso della prestazione è gerarchicamente Primo ufficiale ma retroposto al primo ufficiale di bordo il quale, in qualunque caso rimane " second in command " di cui al " command chain ". 
- secondo ufficiale --> corrispondente a funzionario di seconda
- terzo ufficiale --> corrispondente a impiegato di prima
- allievo ufficiale --> corrispondente a impiegato di concetto
- direttore di macchina
- primo ufficiale di macchina
- secondo ufficiale di macchina
- terzo ufficiale di macchina
- allievo ufficiale di macchina
- nostromo
- marinaio
- timoniere
- giovanotto di coperta
- mozzo
- capo operaio
- elettricista
- ingrassatore
- fuochista
- carbonaio
- giovanotto di macchina

L'insieme di questi elementi o parte di essi concorrono a determinare gli ambiti:
- marina mercantile
- marina militare  (vedi anche: marina militare italiana)
- nautica da diporto

## Glossario
il glossario dei termini marinareschi è caratterizzato da numerosi termini propri originali.
A bordo di una imbarcazione ogni azione, ogni oggetto posseggono un nome che cambia anche in relazione alle funzioni.
Per esempio, ogni cima che regola una vela è indicata con un nome diverso (scotta, braccio, drizza, e altri) in modo che gli errori di comunicazione tra marinai siano ridotti al minimo e la nave possa procedere in sicurezza con equipaggi anche numerosi.